# 亥鼻
亥鼻（いのはな）は、千葉県千葉市中央区にある町名。現行行政地名は亥鼻一丁目から三丁目。郵便番号は260-0856。

## 概要
千葉市中心市街地を形成する都川河口低地の左岸に、下総台地から亥の方角に突き出した舌状台地であり、地名もこの地形に由来する。現在千葉大学医学部、看護学部、薬学部のキャンパスおよびこれに附属する千葉大学医学部附属病院、亥鼻公園及び千葉市立郷土博物館等の施設が存在する。
JR東日本・本千葉駅の北側一帯の地域に当たり、歴史的には千葉氏の城館（一般的に亥鼻城又は千葉城と呼称されている）があった亥鼻の舌状台地と、そこから見下ろす西側の都川河口低地一帯が千葉市本来の中心地にあたる。

### 地価
住宅地の地価は、2017年（平成29年）の公示地価によれば、亥鼻2-7-11の地点で10万6000円/m2となっている。

## 交通
地域内に鉄道は敷設されていない。

## 世帯数と人口
2017年（平成29年）9月30日現在の世帯数と人口は以下の通りである。
| 丁目       | 世帯数  | 人口    |
| ---------- | ------- | ------- |
| 亥鼻一丁目 | 349世帯 | 418人   |
| 亥鼻二丁目 | 228世帯 | 456人   |
| 亥鼻三丁目 | 330世帯 | 600人   |
| 計         | 907世帯 | 1,474人 |

## 小・中学校の学区
市立小・中学校に通う場合、学区は以下の通りとなる。
| 丁目       | 番地 | 小学校             | 中学校             |
| ---------- | ---- | ------------------ | ------------------ |
| 亥鼻一丁目 | 全域 | 千葉市立本町小学校 | 千葉市立葛城中学校 |
| 亥鼻二丁目 | 全域 | 千葉市立本町小学校 | 千葉市立葛城中学校 |
| 亥鼻三丁目 | 全域 | 千葉市立本町小学校 | 千葉市立葛城中学校 |

## 施設
- 千葉大学医学部
- 千葉大学医学部附属病院
- 亥鼻城
- 亥鼻保育所
- 七天王塚